# Khaled Al Qubaisi
Khaled Abdull Al Qubaisi (Abu Dabi, Emiratos Árabes Unidos; 22 de diciembre de 1975) es un piloto de automovilismo emiratí.

## Carrera
Al Qubaisi ha sido activo en carreras internacionales de gran turismo desde principios de la década de 2010. Sus logros más importantes han sido sus victorias totales en las 24 Horas de Dubái en 2012 y 2013; ambas conduciendo un Black Falcon - Mercedes-Benz SLS AMG GT3 y siendo sus compañeros de equipo Sean Edwards, Jeroen Bleekemolen y Thomas Jäger (2012) y Bernd Schneider (2013). En 2013, también ganó la carrera de las 12 Horas de Yas Marina.
También ha corrido tres veces en las 24 Horas de Le Mans, siendo su mejor resultado la carrera de 2014 cuando logró el puesto 19.º en el resultado global.

## Vida personal
Al Qubaisi es padre de las también pilotos Amna y Hamda Al Qubaisi.

## Resultados

### Campeonato Mundial de Resistencia de la FIA
(Clave) (negrita indica pole position) (cursiva indica vuelta rápida)

| Año     | Escudería             | Clase    | Automóvil       | 1   | 2   | 3   | 4   | 5   | 6   | 7   | 8   | Pos. | Puntos | Ref.  |
| ------- | --------------------- | -------- | --------------- | --- | --- | --- | --- | --- | --- | --- | --- | ---- | ------ | ----- |
| 2019-20 | Dempsey-Proton Racing | LMGTE Am | Porsche 911 RSR | SIL | FUJ | SHA | BHR | COA | SPA | LMS | BHR | 21   | 23     | [ 5 ] |
| 2019-20 | Dempsey-Proton Racing | LMGTE Am | Porsche 911 RSR |     |     |     | Ret |     |     |     | 3   | 21   | 23     | [ 5 ] |